# やなぎみわ
やなぎみわ（やなぎみわ、Miwa Yanagi、1967年 - ）は、兵庫県神戸市生まれの美術作家、舞台演出家。京都市立芸術大学美術研究科修了。ジェンダーや老い、抑圧されたパーソナリティを合成写真の手法を用いて表現。2005年、朝日新聞紙面審議委員。2006年から2011年まで神戸芸術工科大学准教授、2012年より京都芸術大学客員教授。2015年、文化庁文化交流使。

## 来歴
兵庫県神戸市生まれ。京都市在住。現代美術家の中ハシ克シゲに絵を教わり京都市立芸術大学工芸科に入学、染織専攻。同大学卒業、同大学院美術研究科修了。在学中より布を使った造形やインスタレーション（空間芸術）を制作。

### 初個展
1988年、京都で初個展。1993年、エレベーターガールをモチーフに生身の女性を使った作品を発表し話題を集める。やなぎみわ公式のウェブサイトには1993年を「初個展」と記載し、東京都写真美術館、国立国際美術館など各美術館のプレスリリースにも初個展と記載されている。一方、アートプロデューサーの原久子が行ったインタビューでは、京都のアートスペース虹にて開催されたやなぎみわ『The White Casket』展について、映像資料と共に、1993年8月24日から9月5日に開催されたと確認しており、初個展かどうかについては、「これ（映像）は正確に言うと初個展ではないんですよ。学生のときは工芸科だったので、実はファイバーアートの作品で3回個展をしているんですね。その個展の後、ちょっとブランクがあって、虹での『エレベーターガール』の作品でリスタートさせているんです」と発言している。国際交流基金のプロフィールでは、1993年ではなく、1992年と記載されているなど、初個展の表記揺れは大きい。

### その後の活動
1990年代後半より、写真・ビデオ映像等を使った作品で国内外の展覧会に参加。
2004年から2009年にかけて、ドイツグッゲンハイム美術館、原美術館、丸亀市猪熊弦一郎現代美術館、東京都写真美術館、国立国際美術館など個展のほか、国内外で多数の展覧会を開催。2009年、第53回ヴェネツィア・ビエンナーレ日本館代表となる。
2010年より舞台公演を手がけ、2011年から2012年にかけて、大正期の日本を舞台に新興芸術運動の揺籃を描いた「1924」三部作を美術館と劇場で上演。
2013年、脚本・演出・美術を手がけた戯曲「ゼロ・アワー 東京ローズ最後のテープ」を上演。同作は2015年１月～2月にかけてアメリカ、カナダにて計10公演が上演され、ニューヨーク・タイムズに劇評も掲載されるなど現地での注目を浴びた。
台湾にて移動舞台車（ステージトレーラー）を製造し、2014年の横浜トリエンナーレで日本に初輸入。
2004年から2009年にかけて、ドイツグッゲンハイム美術館、原美術館、丸亀市猪熊弦一郎現代美術館、東京都写真美術館、国立国際美術館など個展のほか、国内外で多数の展覧会を開催。2009年、第53回ヴェネツィア・ビエンナーレ日本館代表となる。
2010年より舞台公演を手がけ、2011年から2012年にかけて、大正期の日本を舞台に新興芸術運動の揺籃を描いた「1924」三部作を美術館と劇場で上演。
2013年、脚本・演出・美術を手がけた戯曲「ゼロ・アワー 東京ローズ最後のテープ」を上演。同作は2015年１月～2月にかけてアメリカ、カナダにて計10公演が上演され、ニューヨーク・タイムズに劇評も掲載されるなど現地での注目を浴びた。2016年には、その舞台車で中上健次原作の「日輪の翼」を、熊野はじめ各地で上演。

## 作品

### エレベーターガール
やなぎみわの代表作の一つに、初期作品「エレベーターガール」がある。やなぎみわは、最新の日本のデパートのエレベーターを操作する世界での少女の日常生活、セルフ・アイデンティティ、建築、雇用にフォーカスを当てている。「エレベーターガール」はやなぎみわのキャリアの初期に、パフォーマンス作品としてスタートさせていて、やなぎみわがこの時期に何を経験していたかを、映し出し表現している。パフォーマンスは、若い少女たちが狭い部屋にいて、同じタスクを毎日毎日繰り返すものである。のちの「エレベーターガール」の写真作品は、似た服を着て、少しの感情しか表さない女性たちが映し出されている。パフォーマンスから写真作品への転向は、何が行われているのかを、作家自身が完全にコントロールしたかったためである。これらの若いモデルたちの身体組織は、物理的に似通っている。女性の場所が文化的に制限されているのと同じように、彼女たちのポーズの仕方は、彼女たちに何ができそしてできる場所が制限されている。写真では、エレベーターガールは建築のデザインや消費財を見つめている。凝視は、消費財への社会的な執着を表す。やなぎみわの作品シリーズの、標準化された若い女性たちは、日本の家父長制と資本主義、そして日本の労働力としての女性の役割りが、どのように抑圧され、男性中心社会に奉仕し、従うように理想化されているのかを象徴している。

### マイ・グランドマザーズ
マイ・グランドマザーズは、やなぎみわの二作目である。このシリーズは、14歳から20歳までの若い女性の認識と、彼女たちが50年後に自身がどうなっていると考えているかをフォーカスしている。やなぎみわは、インタビューの答えが気に入って触発されると、モデルを使って映像化する。エレベーターガールシリーズの何人かもこのモデルをつとめている。やなぎみわはインタビュー中、現実の人生経験が足りていないと感じた人物は除外している。やなぎみわは、若者は自身の可能性を制限していて、年齢制限を解除すれば、欲望や願いを表現できると確信している。それは現時点で若い女性が感じている窮屈は、50年後の自由度と密接に関係している。インタビューが終わるとドローイングが作られ、その光景を写真に撮影し、紙に落とし込む。写真はPCで編集され、少女のアイディアとやなぎみわのシュールな夢が混ざり合う。それは、悲しいものから楽しいものまで様々な感情だ。みえという少女は、≪MIE≫（2000）という作品の中で、50歳の頃は地殻変動の時代で、空虚な風景を見渡して孤独であると想像している。ゆかという少女は、《YUKA》2000という作品の中で、誰にも世話にならずアメリカの海岸沿いを愛人と暮らすという夢を描いている。インタビューと写真に基づいたそれぞれの韻文が写真には添えられている。

### フェアリーテール
やなぎみわの３番目に人気のある、「フェアリーテール」シリーズでは、たいていは若い主人公と老いた主人公が混在している物語で、２つの世代間の関係を論じている。この物語は、グリム兄弟の童話を基にしているが、グリム童話は子どもに聞かせるために、おぞましさや恐ろしさは減少させている。おぞましさはやなぎみわを魅了し、若さと老いの違いを表すことの助けとなった。このシリーズは2005年に、大きなモノクロ写真として、東京都品川区にある原美術館と岡山県倉敷市にある大原美術館で最初に発表された。このシリーズでは、より伝統的な手法のため、コンピューター技術を放棄し、また日本人以外のモデルを登用した。人種の入り混じった少女たちは老いた幻想的な魔女のように見せるため、ウィッグを被り、ラテックスのマスクをつけている。老女にうら若い手足という奇妙な組み合わせが残り、若さと老いの差異を混乱させる。例えば《白雪姫》（2005）では、少女は鏡を見入っているが、美しく若い女性が見返す代わりに、魅力のない老婦人が見つめている。 次の例《グレーテル》（2004）では、少女は霊界の魔女の指をむさぼり食う。このことによって、観客はどちらが捕食者なのかわからなくなる。このシリーズは、感情が少なく似通った美しさのモデル《エレベーターガール》とは正反対である。

## 受賞歴
- 1998年、レオポルド・コドゥスキーJr.カラーフォトグラフィー・アワード 一席
- 1999年、VOCA賞
- 1999年、東川賞新人作家賞
- 1999年、京都市芸術新人賞[26]
- 2000年、咲くやこの花賞 美術部門
- 2004年、兵庫県芸術奨励賞[7]
- 2006年、タカシマヤ美術賞
- 2007年、神戸市文化奨励賞
- 2018年 第30回 京都美術文化賞
- 2019年 神戸市文化賞[27]

## 主な個展
- 『The White Casket』アートスペース虹 1993年
- 『MIWA YANAGI』グッゲンハイム美術館 2004年
- 『少女地獄極楽老女』丸亀市猪熊弦一郎現代美術館、
- 『無垢な老女と無慈悲な少女の信じられない物語』原美術館 2005年
- 『マダム・コメット』大原美術館有隣荘
- 『MIWA YANAGI Deutsche Bank Collection』チェルシーアートミュージアム ニューヨーク 2007年
- 『MIWA YANAGI Deutsche Bank Collection』The Museum of Fine Arts テキサス 2008年
- 『マイ・グランドマザーズ』東京都写真美術館 2009年
- 『Windswept Women：老少女劇団』  ヴェネツィア・ビエンナーレ 美術展 53回 日本館 2009年
- 『婆々娘々！』巡回展 国立国際美術館（大阪） 2009年
- 『神話機械』高松市美術館 アーツ前橋 福島県立美術館 神奈川県民ホール 静岡県立美術館 2019年2月〜2020年2月

## 演劇作品
- 『桜の守茶会』 2010年
- 『カフェ・ロッテンマイヤー』 池袋西口公園、フェスティバル／トーキョーインフォメーションカフェ 2010年
- 『1924 Tokyo-Berlin』 京都国立近代美術館 2011年
- 『1924 海戦』 神奈川芸術劇場 2011年
- 『1924 人間機械』 京都国立近代美術館・高松市立美術館・世田谷美術館 2012年
- 『PANORAMA〜パノラマ〜』 鳥の劇場 2012年
- 『ゼロ・アワー 東京ローズ最後のテープ』 神奈川芸術劇場・愛知県芸術劇場 2013年 北米・カナダツアー 春秋座 2015年
- 『日輪の翼』（原作：中上健次）〈横浜、新宮、高松、大阪、京都、神戸など旅巡演中〉2016年〜
- 『MM』 （原作：ウィリアム・シェイクスピア ハイナー・ミュラー より引用）高松市美術館 アーツ前橋 福島県立美術館 神奈川県民ホール 静岡県立美術館 2019年2月〜2020年2月

## 主な写真集・図録
- 『My Grandmothers 001』（アートビートパブリッシャーズ、2002年）
- 『MIWA YANAGI GRANDDAUGHTERS』（資生堂ギャラリー、2002年）
- 『MIWA YANAGI』（Deutsche Bank、2004年）
- 『WHITE CASKET』（月曜社、2004年）
- 『少女地獄極楽老女』（丸亀市猪熊弦一郎現代美術館、2004年）
- 『無垢な老女と無慈悲な少女の信じられない物語』（原美術館、2005年）
- 『マダム・コメット』（大原美術館、2005年）
- 『Fairly Tale 老少女綺譚』（青幻舎、2007年3月） ISBN 4861520983 ISBN 978-4861520983
- 『Elevator Girls』（青幻舎、2007年5月15日） ISBN 4861521076 ISBN 978-4861521072
- 『マイ・グランドマザーズ』（淡交社、2009年3月） ISBN 978-4-473-03575-2
- 『神話機械』（羽鳥書店、2019年2月）